# Synedrellopsis
Synedrellopsis là một chi thực vật có hoa trong họ Cúc (Asteraceae).

## Loài
Chi Synedrellopsis gồm các loài: